# EE-11裝甲車

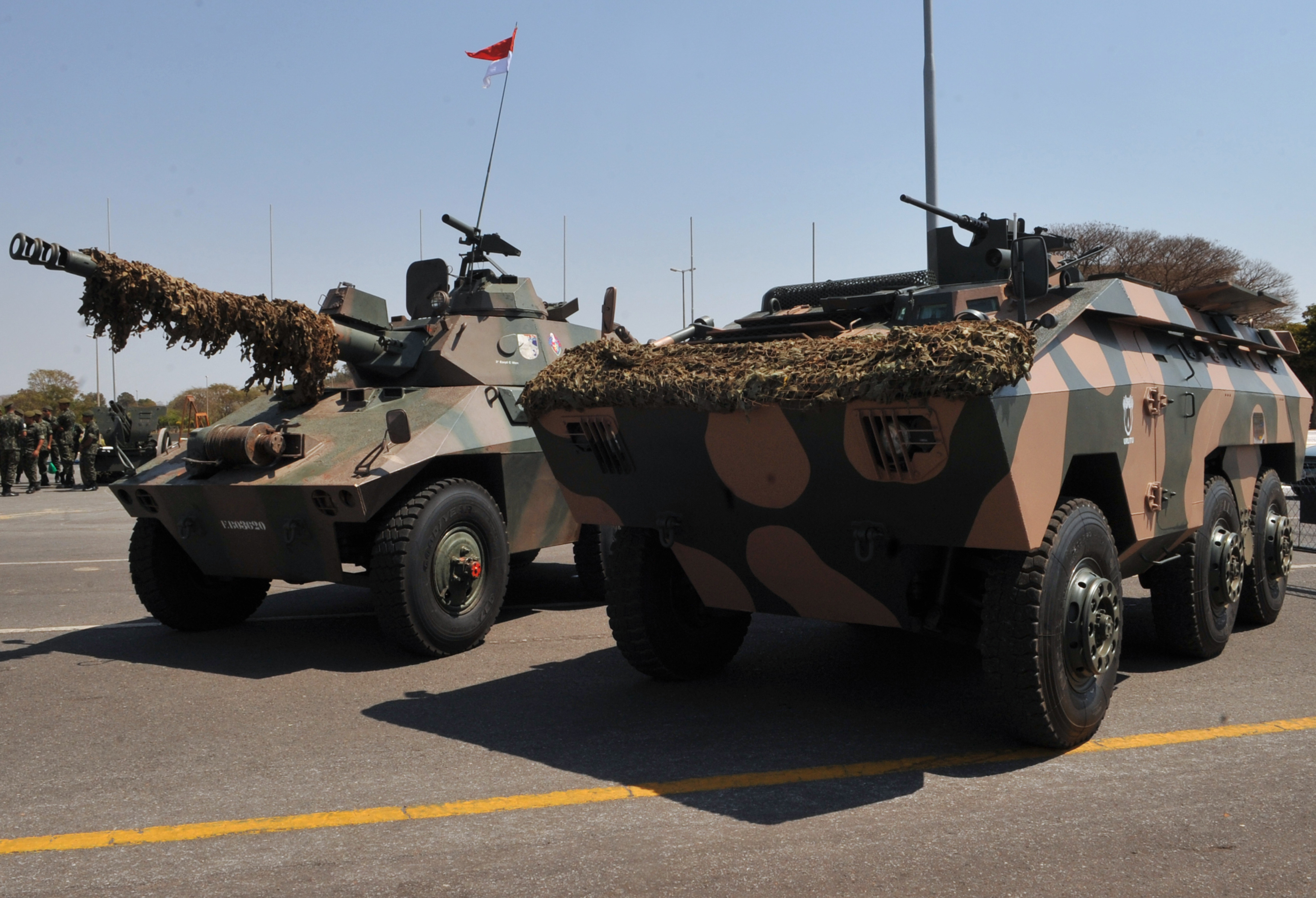
機槍型與機砲型

EE-11裝甲車為巴西一種六輪裝甲車，70年代服役至今，預計2015年由VBTP-MR裝甲車取代。
它采用了卡斯卡维尔(Cascavel)EE-9装甲侦察车许多部件不断改进，载员舱在车体后部，车体两旁开有侧门，后部开有1扇大车门。车顶中部偏左有1个圆形舱盖，可以安装主要武器。射孔和观察窗呈两种布置方式，一是5个球形射孔(每侧2个，后门1个)2个观察窗(侧门上)共有MK1～MK3等5个型号和专为巴西海军陆战队使用的水陆两用型。到1984年该车总产量已超过1500辆。
该车研制有3种型炮塔
- ET-MD单人炮塔，装1挺M2 HB 12.7mm机枪和1挺7.62mm机枪
- ET-20单人炮塔，装1门厄利空（Oerlikon）20mm机关炮和1挺7.62mm机枪
- ET-25双人炮塔，装1门厄利空(Oerlikon)25mm机关炮和1挺7.62mm机枪

## 使用國與數量
- 安哥拉 (24)
- 玻利维亚 (24)
- 巴西 (723)
- 智利 (37)已賣出
- 哥伦比亚 (56)
- (32)
- 加彭 (11)
- 伊拉克 (148)
- 伊朗
- 利比亞 (40)
- 巴拉圭 (12)
- 沙烏地阿拉伯 (20)
- 苏里南 (16)
- 突尼西亞 (18)
- 阿联酋 (132)
- 乌拉圭
- 委內瑞拉 (38)
- 辛巴威 (7)

## 外部連結
- Globalsecurity.org（页面存档备份，存于）
- Armyrecognition.com（页面存档备份，存于） （法文）